# Palazzo di Giustizia (Ancona)
Il Palazzo di Giustizia di Ancona è ubicato nella città "moderna", nata dall'espansione post-unitaria, in Corso Mazzini 95.

## Storia
Il palazzo venne edificato in stile neorinascimentale tra il 1883 e il 1884, su progetto dell'ingegnere Alessandro Benedetti, per ospitare gli uffici della pretura, del tribunale e dell'archivio provinciale. Le sale interne furono decorate ad affresco dal bolognese Luigi Samoggia.
L'edificio afferiva alla tipologia di palazzo rinascimentale con cortile centrale, presentava facciate a tre ordini di finestre di cui quelle centrali ornate da un timpano con cornici marcapiano e cornicione in pietra. Sulla facciata del prospetto principale si apriva il portone monumentale decorato ai lati da capitelli corinzi.
Danneggiato gravemente dal terremoto del 1972, il palazzo fu completamente ristrutturato nel 1988, adottando tipologie edilizie completamente diverse da quelle originarie; si trattò di un intervento di carattere conservativo soltanto per quanto riguarda i muri perimetrali esterni e l'androne monumentale su corso Mazzini, mentre all'interno dell'edificio sono state demolite e ricostruite tutte le strutture portanti orizzontali e verticali per ricavare cinque piani fuori terra; il precedente cortile è stato chiuso da un lucernaio.